# Bradley, Wisconsin
Bradley är en kommun i Lincoln County i delstaten Wisconsin, USA.